# روبن بي. سميث
روبن بي. سميث (بالإنجليزية: The Commandant)‏ هو مصارع هاوي جنوب أفريقي، ولد في 28 فبراير 1955 في كيب تاون في جنوب أفريقيا.

## وصلات خارجية
- الموقع الرسمي